# Guy Rewenig

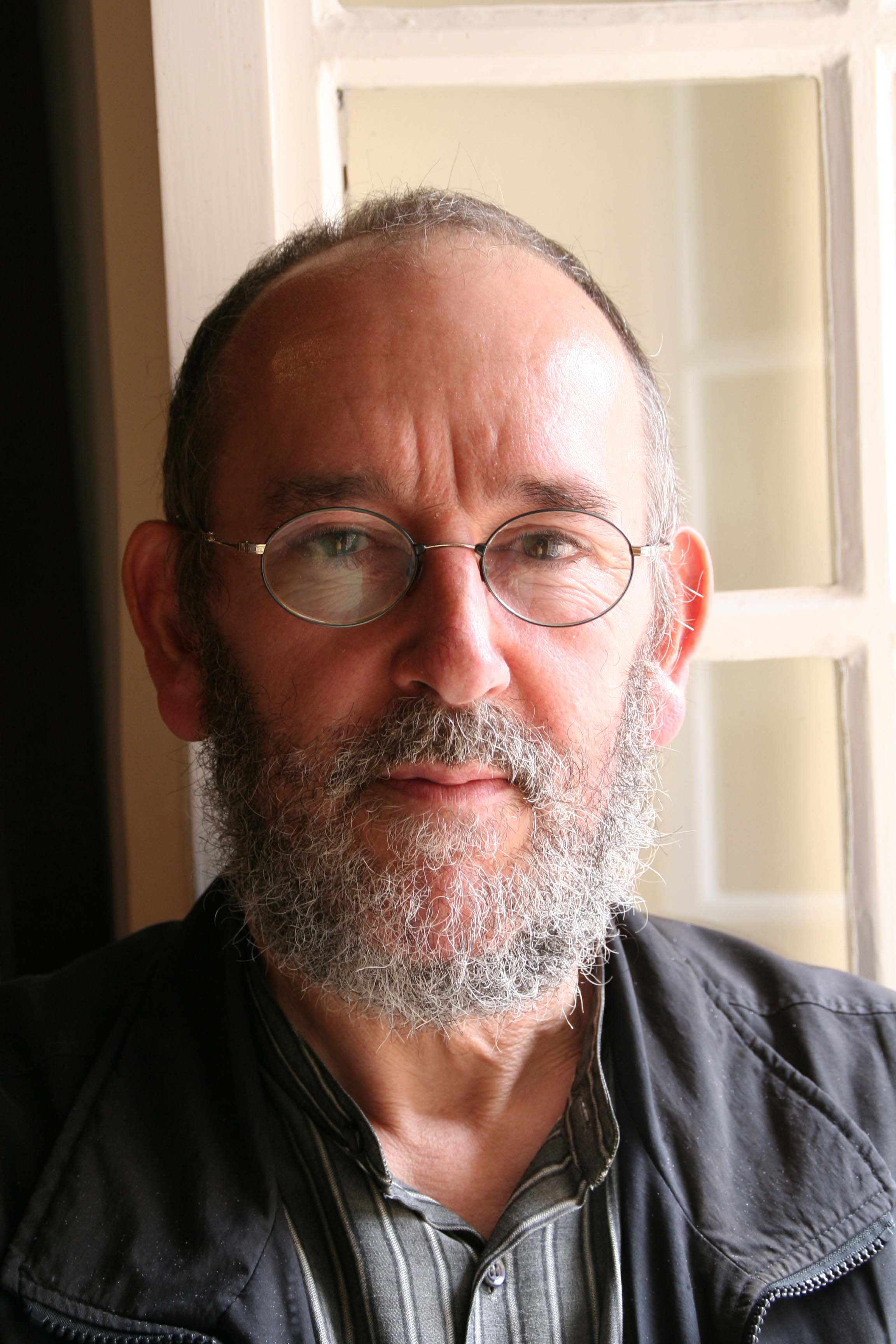
Guy Rewenig (2007)

Guy Rewenig (* 31. August 1947 in Luxemburg) ist ein Luxemburger Schriftsteller.

## Leben
Rewenig ist in Gasperich und in Zessingen aufgewachsen und hat am Kolléisch das Abitur abgelegt. In Walferdingen hat er Lehrer studiert und diesen Beruf zuerst in Bettemburg, dann ab 1971 in Esch-sur-Alzette ausgeübt. 1984 ist er nach Nospelt umgezogen, wo er seitdem als freier Schriftsteller lebt.
1974 war er ein Gründungsmitglied der Association de soutien aux travailleurs immigrés (ASTI). 2000 hat er zusammen mit Roger Manderscheid den Verlag ultimomondo gegründet. Guy Rewenig ist Mitglied des PEN-Zentrums Deutschland.

## Literarisches Schaffen
Von 1963 an hat Rewenig zuerst Filmkritiken im Luxemburger Wort publiziert. 1970 ist sein erstes Theaterstück Interview herausgekommen sowie ein Band mit Erzählungen, Als der Feigenbaum verdorrte. Seit 1973 schreibt er auch Kinderliteratur; sein Buch Muschkilusch, das 1980 herausgekommen ist, wurde achtmal neu aufgelegt.
1985 hat Rewenig seinen ersten Roman auf Luxemburgisch veröffentlicht, Hannert dem Atlantik. Bis heute schreibt er in deutscher, luxemburgischer wie in französischer Sprache. Als freier Mitarbeiter schreibt er Beiträge für Zeitungen und Zeitschriften wie Tageblatt, Alternativ, Perspektiv, Gréngespoun oder Forum. In der Regel sind es gesellschaftskritische Texte, womit Rewenig Mentalitäten und Missstände im eigenen Land aufs Korn nimmt. Hierfür bekannt ist insbesondere seine satirische Rubrik Made in Happyland in der Wochenzeitung Lëtzebuerger Land.

## Kulturpolitisches Engagement
Vor der Überreichung des Servais-Preises am 5. Juli 2010 hat Rewenig in der Wochenzeitung D'Lëtzebuerger Land einen offenen Brief an die derzeitige Kulturministerin Octavie Modert gerichtet und sie darin gebeten, zur Preisverleihung nicht zu erscheinen, die Rede zu halten. Dabei kritisierte er nicht nur das fehlende Verhältnis des Ministeriums zu den Luxemburger Kulturschaffenden, sondern auch das kulturpolitische Desinteresse der langjährigen Regierungspartei. Michel Pauly griff im Forum das Thema auf, wobei er von "Kulturpolitik ohne Visionen" sprach.

### Romane
- Hannert dem Atlantik, 1985, Editions Phi.
- Gemëschte Chouer, 1987,  Editions Phi.
- Mass mat dräi Hären, 1989,  Editions Phi.
- Grouss Kavalkad, 1991, Editions Phi.
- Vakanz am Pazifik, 1998,  Editions Phi.
- Frëndlech Banditten, 2001, Editions Phi.
- Zikatriss,  2001, Editions Phi.
- Lackéiert Elefanten, 2001, Editions ultimomondo.

### Gedichte
- Kampfmaschine, 1973, Eigenverlag.
- Zabbazzillo, 1997, Editions PHI -Philou.

### pockolibri
- Solange die Fabrikschlote rauchen, wird gefeuert. Frühe Texte. pockolibri 1, édition pockolibri, 2005.
- Cross Country. Eine Heimatkunde. pockolibri 2, édition pockolibri, 2006, ISBN 978-2-9599720-0-3.
- Le chef d'orchestre à la baguette de bambou. Une lettre. pockolibri 3, éditions ultimomondo, 2007, ISBN 978-2-919933-40-2.
- Cross Country. Eine Heimatkunde. pockolibri 4, éditions ultimomondo, 2008, ISBN 978-2-9599720-0-3.
- Milde Memoiren. (mat Zeechnungen vum Roger Manderscheid), éditions ultimomondo, 2008, ISBN 978-2-919933-42-6.

### Kabarett
- Honn déi bäisse billen net, 1981, Escher Theater.
- Schwaarz Lëschten, 1981, Escher Heft, edition kontext.

### Theater
- Interview, Stadttheater Luxemburg, Regie: Tun Deutsch.
- Staatsbürgerschlachtfest, 1972 (bisher nicht aufgeführt).

### Kinderliteratur
- Muschkilusch
- Zebra Tscherri
- Schallümmo

## Auszeichnungen (Auswahl)
- 1984, 1988 und 1991: 1. Preis im Concours littéraire national
- 2000: Nic.-Thoma-Preis der Fédération générale des instituteurs luxembourgeois
- 2004: Kinder- und Jugendliteraturpreis "De Fiischen" der Action familiale populaire
- 2005: Prix Batty Weber
- 2006: Prix Servais für Passt die Maus ins Schneckenhaus? - Hundert messerscharfe Fragen (und ebenso viele glasklare Antworten).
- 1. Preis im Concours littéraire national 2007 für Le chef d’orchestre à la baguette de bambou.
- 2010: Servais-Preis[5] für Sibiresch Eisebunn, veröffentlicht unter dem Pseudonym Tania Naskandy